# Fresh Guacamole
Fresh Guacamole é um curta-metragem de animação americano de 2012 escrito e dirigidido por PES. Como reconhecimento, foi nomeado ao Oscar 2013 na categoria de Melhor Animação em Curta-metragem.